# Elio Meris
Elio Meris (probablemente floreció en el siglo II d. C.) fue un gramático griego, apodado el Aticista.

## Obras
Fue el autor  de una lista (más o menos alfabética) de formas y expresiones áticas (en griego: Ἀττικαὶ λέξεις), acompañadas por el paralelo helénistico de su tiempo propio, en la que las diferencias de género, pronunciación, y significando se señalaban de modo claro y sucinto.

## Ediciones
- John Hudson (1711)
- J. Pierson (1759)
- Un. Koch (1830)
- Yo. Bekker (1833); con Harpocration